# Amleto (film 1908 Caserini)
Amleto è un cortometraggio muto del 1908 diretto da Mario Caserini.

## Trama
Amleto sospetta che suo zio abbia ucciso suo padre, re di Danimarca, per usurparne il trono e la mano della madre, ma il principe non può decidere se vendicarsi o meno.

## Distribuzione
- Italia: maggio 1908
- Francia: maggio 1908, come "Hamlet"
- Regno Unito: maggio 1908, come "Hamlet"
- USA: 12 settembre 1908, come "Hamlet"
- Finlandia: 10 dicembre 1909, come "Hamlet"